# Åtjärnarna (Bjurholms socken, Ångermanland)
Åtjärnarna är en sjö i Bjurholms kommun i Ångermanland och ingår i Gideälvens huvudavrinningsområde.